# Extended file system
Extended File System (укр. розширена файлова система), скорочено ext або extfs — перша файлова система, розроблена спеціально для ОС на ядрі Linux. Представлена в квітні 1992 для ядра Linux 0.96c.
Використовувана структура метаданих була розроблена Ремі Кардом (фр. Rémy Card), на створення якої його надихнула Unix File System (UFS). Метою було подолати обмеження файлової системи Minix File System — у новій файловій системі найбільший можливий розмір розділу і файлу збільшено до 2 ГБ, а максимальна довжина імені файлу — до 255 байт.
ext є першою версією розширеної файлової системи. Згодом була замінена ext2 і xiafs. З часом ext2 витіснила xiafs завдяки довгостроковій життєздатності.